# Дик Схоф
Хендрикус Вилхелмус Марија „Дик” Схоф (хол. Hendrikus Wilhelmus Maria "Dick" Schoof; Сантпорт, 8. март 1957) је холандски политичар и државни службеник који обавља функцију премијера Холандије од 2. јула 2024. године.
Схоф је претходно обављао функцију генералног секретара Министарства правде и безбедности од 2020. до 2024. године, генералног директора Опште обавештајне и безбедносне службе од 2018. до 2020. године и националног координатора за безбедност и борбу против тероризма од 2013. до 2018. године. Био је генерални директор у Министарству правде и безбедности од 2010. до 2013. године, и генерални директор за јавни ред и безбедност у Министарству унутрашњих послова и односа са Краљевством од 2003. до 2010. године.

## Младост и образовање
Хендрикус Вилхелмус Марија Схоф је рођен 8. марта 1957. у Сантпорту у римокатоличкој породици, као друго најмлађе од седморо деце (шест синова и једна ћерка).
Схофов отац је био општински службеник, укључујући и службеник за социјалне услуге. Са осам година, Схоф се са породицом преселио у Хенгело, где је похађао Lyceum De Grundel.
Од 1975. до 1982. године студирао је урбано и регионално планирање на Универзитету Радбуд. Схоф је био члан њиховог студентског удружења Фокас, оријентисаног на веслање, и био је његов председник.

## Рана каријера
Схоф је започео каријеру као саветник за образовање у Удружењу холандских општина, а 1988. године постао је државни службеник у Министарству просвете и науке. Помогао је у распуштању одељења за изградњу основних школа, којим је руководио, под државним секретаром Жаком Валаџом. Помогао је у постизању компромиса између Хришћанско-демократског апела и Лабуристичке партије када се обе странке нису сложиле око тога да ли школе или општине треба да буду одговорне за одржавање школских зграда.
Од 1996. године, Схоф је обављао разне високе позиције у области безбедности. Обављао је функцију заменика генералног секретара у Министарству правде и безбедности.
Затим је 1999. године именован за главног директора Службе за имиграцију и натурализацију (IND). Холандија је доживљавала релативно велики прилив тражилаца азила као резултат рата на Косову, а организација је имала значајан заостатак у захтевима. Схоф је био одговоран за спровођење реформи Закона о странцима које је спровео државни секретар за правду Јоб Коен 2001. године, а које су поједноставиле поступак азила, и радио је на депортацији подносилаца захтева који нису испуњавали услове. Број захтева за азил је опао, што је Схоф приписао строжој миграционој политици. Каснија владина евалуација закључила је да је закон имао ограниченији утицај, што сугерише да су спољни фактори били главни покретачи пада.
Схоф је напустио IND да би постао генерални директор за јавни ред и безбедност у Министарству унутрашњих послова и односа са Краљевством 2003. године. На тој позицији, био је задужен за реструктурирање полицијских снага из низа регионалних организација у јединствени Национални полицијски корпус.

## Каријера у националној безбедности
Схоф је био генерални директор у Министарству правде и безбедности од 2010. до 2013. године.
Схоф је 2013. године именован за националног координатора за безбедност и борбу против тероризма (NCTV). Дозволио је својим запосленима да прате потенцијалне терористе на друштвеним мрежама путем лажних профила упркос упозорењима својих адвоката. Након обарања лета 17 компаније Малезија ерлајнс 2014. године, након што је полетео са аеродрома Схипхол у Амстердаму, координирао је холандски одговор на кризу, јачајући свој однос са премијером Марком Рутеом. Године 2022, суд у Холандији осудио је тројицу мушкараца повезаних са руском војском за убиство у вези са уништењем авиона, у којем су погинули сви путници у авиону, укључујући 196 холандских држављана. Када је Схоф затражио независну истрагу Универзитета Твенте о обављању своје функције, он и његови запослени су се мешали у питања, састав одбора и датум објављивања. Вршио је притисак да се ублажи његов главни закључак. На пример, реч „лоше” је промењена у „не добро”. Схоф је такође био одговоран за унутрашњу безбедност, бавећи се исламистичком радикализацијом и регрутовањем бораца ИСИС-а у Холандији.
Под Схофовим вођством, NCTV је оптужена од стране групе за грађанска права Bits of Freedom да врши незаконит надзор холандских грађана, посебно муслимана, на интернету. Почев од 2017. године, NCTV је покренуо програм коришћења приватних истражитеља за инфилтрацију у џамије и њихово шпијунирање. Године 2019, истрага организације GeenStijl утврдила је да је Схоф наредио подређенима да креирају лажне профиле на друштвеним мрежама како би пратили „потенцијалне терористе”. Упозорио је министарство просвете и општину Амстердам да су присталице салафијског покрета у управном одбору једне исламске школе. Утврђено је да је вршио притисак да ублажи закључке истраге.
Схоф је водио Општу обавештајну и безбедносну службу као генерални директор од 2018. до 2020. године. De Volkskrant је написао да је његов релативно кратак мандат окарактерисан сукобом култура. Схоф је безуспешно покушавао да агенцију учини окренутијом ка спољашњости, укључујући и сарадњу са институцијама и универзитетима.
Дана 1. марта 2020. Схоф је наследио Зибеа Ридстру на месту генералног секретара Министарства правде и безбедности, највишој неполитичкој позицији у министарству. На својој позицији, био је укључен у преговоре о реформи азила који су довели до пада четвртог Рутеовог кабинета у јулу 2023. године. По достизању законске старосне границе за пензионисање у марту 2024. године, Схоф је одлучио да се не пензионише и добио је изузеће да настави да ради још три године.

## Премијер (2024–тренутно)
Странка за слободу (PVV) Герта Вилдерса освојила је већину на општим изборима у новембру 2023. године. Дана 16. маја 2024. године, PVV је представио десничарски коалициони споразум са Народном странком за слободу и демократију (VVD), Новим друштвеним уговором (NSC) и Покретом пољопривредника и грађана (BBB). Као део преговора, четири лидера странке су се сложила да ниједан од њих неће бити премијер. PVV је првобитно предложио Роналда Пластерка за ту позицију, али се он повукао из разматрања због оптужби за превару. Схоф је потом номинован за функцију премијера 28. маја 2024. године од стране коалиционих странака под вођством Рихарда ван Цвола. Заклетву је положио 2. јула пред краљем Вилемом-Александром као део Схофовог кабинета, и постао је први независни политичар који је служио као премијер од Корта ван дер Линдена (1913–1918). Холандски недељник Elsevier Weekblad је изнео мишљење: „Највиши званичник познаје све закутке Хага и стручњак је у области имиграције и безбедности. Верује у здрав однос између државне службе и политике”, док је у сваком тренутку поштовао да политичари имају последњу реч.
Дебату два дана касније у Представничком дому о изјави о владиној политици кабинета неки медији су окарактерисали као хаотичну. Схофову одбрану од оптужби за расизам упућених члановима кабинета лидер PVV Герт Вилдерс је назвао „бесмисленом”, а дебата је касније обустављена како би Схоф могао да укори министарку здравља Флер Агему (PVV) због ометања дебате путем твита уживо.
Схоф је представио споразум о владавини кабинета 13. септембра 2024. године, проширујући оквире коалиционог споразума. Поновио је намеру кабинета да прогласи кризу азила, заобилазећи почетно одобрење парламента. Схоф је изјавио да грађани доживљавају кризу азила, али је рекао да није у могућности да прецизира услове или временски оквир за њено решавање. Када су документи државних службеника заузели став да коришћење ванредних овлашћења нема законско оправдање, Николијен ван Вронховен (NSC) је изразила забринутост, док је Вилдерс упозорио да би кабинет могао да се суочи са проблемима ако се не донесе закон о ванредном стању. Схоф је потом олакшао преговоре између коалиционих странака, а споразум о мерама азила постигнут је у октобру 2024. године којим је искључена употреба ванредних овлашћења.
Након нереда у Амстердаму у новембру 2024. године, Схоф је рекао да је „постиђен” и „ужаснут антисемитским нападима на израелске грађане”. Назвао је ситуацију „потпуно неприхватљивом”, додајући да ће „починиоци бити идентификовани и кривично гоњени”. Окривио је одређену групу младих људи са мигрантском позадином за нападе и рекао да догађаји указују на шире питање интеграције. Схоф је отказао своје присуство Конференцији Уједињених нација о климатским променама 2024. године како би пратио одговор холандске владе. Дана 15. новембра, државна секретарка Нора Ахабар је објавила оставку због „поларизујућих интеракција током протеклих недеља”. Медији су извештавали о увредљивим, радикалним и потенцијално расистичким коментарима о нападима у Амстердаму током састанка Савета министара. Схоф је позвао лидере четири коалиционе странке да се придруже кабинету на кризним разговорима како би се спречио колапс кабинета, и коначно су се сложили да ће остали чланови кабинета Савета за националну безбедност остати. Схоф је негирао наводе о расизму унутар кабинета и коалиционих странака.
Министарка пољопривреде Фемке Вирсма добила је задатак да изради мере за заштиту осетљивих природних резервата као одговор на кризу азота, када је Одељење за административну надлежност Државног савета у децембру 2024. године пресудило да се неискоришћена права на емисију азота више не могу додељивати другим грађевинским и проширеним пројектима. Уместо тога, биће потребна нова дозвола. Схоф је потом основао одбор који се састоји од неколико чланова кабинета како би истражио мере за спречавање великих кашњења пројеката.

## Политичке позиције

### Као грађански сервант
У интервјуу за WNL из 2017. године, Схоф је рекао да организација Kick Out Zwarte Piet (KOZP) „потенцијално може постати екстремистичка и стога користити насиље” као објашњење зашто је укључена у годишњу процену терористичких претњи холандске безбедносне службе Холандије, уз напомену да KOZP још увек није користила насиље и рекавши да је то учињено са слично позиционираним организацијама и на десници и на левици. Након жалбе KOZP-а, група је 2019. године деградирана на активистичку организацију, али је у извештајима категорисана као Polarisatie (поларизујућа) група због неких својих метода.
Године 2019, Схоф је рекао да салафијски покрети покушавају да утичу на исламске школе у Амстердаму. У фебруару 2020. године, рекао је званичној истрази холандске парламентарне комисије да нова генерација холандских салафитских муслимана представља значајну дугорочну претњу холандској владавини права, јер „теже паралелном друштву у којем се правила холандског правног система не примењују”. Рекао је да је један од разлога зашто је њихове мотиве тешко открити тај што холандске салафитске муслиманске организације користе оно што је он назвао „фасадном политиком”, заступајући умереност у јавности, али проповедајући оштри екстремизам у приватности.

### Као политичар
Схоф је био редовни члан Лабуристичке партије (PvdA) више од 30 година, све док није напустио странку почетком 2021. године, рекавши да се више не осећа усклађеним са њеним ставовима. Након победе PVV на општим изборима у новембру 2023. године, Схоф је то у једном интервјуу назвао сигналом неповерења према влади. Рекао је да јавност није могла бити погрешна у вези са својим забринутостима ако је гласала за PVV у тако великом броју.
По именовању за премијера у мају 2024. године, Схоф је обећао да ће спровести коалициони споразум. Нагласио је да ће деловати као нестраначки политичар и да се неће придружити PVV-у, али је рекао да дели забринутост због имиграције, азила и избеглица, социјалне сигурности, пољопривредника и међународне безбедности са странкама свог кабинета. У каснијем интервјуу, Схоф је изјавио да коалициони споразум није нешто што му се посебно допада, рекавши: „Ако вам се нешто допада, то вам и дира срце. Али то је био нормалан споразум, без сувишних тачака, на које бих природно могао рећи 'да'.”
Схоф се обавезао да ће усвојити строжији приступ имиграцији, наводећи да тренутне нивое азила и миграције сматра притиском на друштво, посебно на социјалне услуге и кохезију. Тврдио је да би Холандија требало да усвоји селективнији приступ пријему миграната како би се осигурала одржива демографска равнотежа. Предложио је да се стопе миграције радне снаге могу прилагодити како би се подржало жељено стање економије и предложио је процену захтева за азил на основу индивидуалних околности, а не на основу општих смерница специфичних за земљу.

## Приватни живот
Схоф живи у Зутермеру са својом партнеком, Лусом Мерс, која је психолог активан у Хагу и бивши саветник за политику Агенције за старатељске установе. Схоф и његова бивша супруга, Јоланда Сенф, деле две ћерке рођене 1990-их које су усвојене из Кине. Схофов старији брат Нико Схоф је бивши градоначелник општина Акерслот, Лимен, Хеило и Алфен ан ден Рејн за странку Демократе 66. Схоф је одрастао као католик. Називао се католиком који не практикује веру и престао је да иде у цркву са 16 година.
Ужива у трчању и завршио је свој први маратон 1987. године, а 18. маратон 2024. године. Као премијер, Схоф је завршио полумаратон у Амстердаму за 1:53:00 под псеудонимом „Петер Јансен”.

## Спољашне везе
- Drs. H.W.M. (Dick) Schoof Parlement.com
- Dick Schoof government.nl